# Pauline Lucca
Pauline Lucca (ur. 25 kwietnia 1841 w Wiedniu, zm. 28 lutego 1908 tamże) – austriacka śpiewaczka operowa, sopran.

## Życiorys
Pochodziła z niemiecko-włoskiej rodziny. Studiowała w Wiedniu u Richarda Lewy’ego, zadebiutowała na scenie w 1859 roku w wiedeńskiej Hofoper rolą 2. chłopca w Czarodziejskim flecie W.A. Mozarta. Międzynarodowy rozgłos zdobyła występami w Ołomuńcu w 1859 roku w roli Elwiry w Ernanim Giuseppe Verdiego. W 1860 roku występowała w Pradze. Tam została zauważona przez Giacomo Meyerbeera, który zachwycony jej talentem załatwił jej angaż do Hofoper w Berlinie, gdzie występowała w latach 1861–1872. W sezonach 1863–1864, 1872 i 1882–1884 śpiewała gościnnie w Covent Garden Theatre w Londynie. W latach 1872–1874 odbyła tournée po Stanach Zjednoczonych, następnie występowała w Brukseli (1876) oraz Petersburgu i Moskwie (1877). Od 1874 do przejścia na emeryturę w 1889 roku związana była z wiedeńską Hofoper.
Dysponowała głosem o skali od g do c3. Odtwarzała role w operach W.A. Mozarta, Vincenzo Belliniego, Gaetano Donizettiego, Daniela Aubera, Arriga Boita i Giuseppe Verdiego, jej popisową była tytułowa rola w Carmen Georges’a Bizeta. Śpiewała rolę Seliki w pierwszych wystawieniach Afrykanki Giacomo Meyerbeera w Londynie (1865) i Berlinie (1865).
W swoim czasie cieszyła się sławą jako „prima donna assoluta”, rozgłos zapewnił jej zarówno talent wokalny, jak i opisywane w ówczesnej prasie burzliwe życie naznaczone kilkoma małżeństwami i rozwodami. Podczas jej amerykańskiego tournée rozpowszechniana była wydana w 1872 roku w Nowym Jorku promocyjna broszura Bellicose Adventures of Peaceable Prima Donna, opisująca rzekome perypetie śpiewaczki w czasie wojny francusko-pruskiej.